# دارنيل لازاري
دارنيل لازاري (بالإنجليزية: Darnell Lazare)‏ مواليد 29 يناير 1985 في لافاييت، هو لاعب كرة سلة أمريكي سابق. بدأ مسيرته الاحترافية في سنة 2007. يبلغ طوله 6 قدم 8 بوصة (2.0 م). اعتزل اللعب في 2015.

## المسيرة الاحترافية
لعب مع دنيبرو في موسم 2008–2009، ثم لعب مع مين ريد كلوز في موسم 2009–2010، ثم لعب مع فورت واين ماد أنتس من سنة 2010 إلى 2012، ثم لعب مع سيدني كينجز في الدوري الأسترالي في موسم 2012–2013، ثم لعب مع نيو زيلاند بريكرز في سنة 2013، ثم لعب مع فورت واين ماد أنتس في سنة 2014، ثم لعب مع لندن لايتنينج في سنة 2014.

## روابط خارجية
- دارنيل لازاري على موقع كرة السلة الأوروبية.كوم (الإنجليزية)
- دارنيل لازاري على موقع كلية كرة السلة في سبورتس رفرنس.كوم (الإنجليزية)
- دارنيل لازاري على موقع ريلجم (الإنجليزية)
- دارنيل لازاري على موقع بروبوليرز (الإنجليزية)
- دارنيل لازاري على موقع سبورتس رفرنس (الإنجليزية)
- دارنيل لازاري على موقع سبورتس رفرنس (الإنجليزية)
- دارنيل لازاري على موقع سبورتس رفرنس (الإنجليزية)